# لادیسلاو فوچک
لادیسلاو فوچک (چکی: Ladislav Fouček; ۱۰ دسامبر ۱۹۳۰ – ۴ ژوئیهٔ ۱۹۷۴) دوچرخه‌سوار اهل چکسلواکی بود.
وی در مسابقات کشوری و بین‌المللی در مجموع برندهٔ ۲ مدال نقره شده‌است.